# Charles Dunbar
Charles Benedict Dunbar, född cirka 1831, död 1878 i Liberia, var en av tre chefer för verkställande kommittén i Liberia 26 oktober–4 november 1871, efter att president Edward James Roye hade störtats i en statskupp. De båda andra var Amos Herring och generalen och köpmannen Reginald A. Sherman.